# Voormalig gemeentehuis (Brecht)

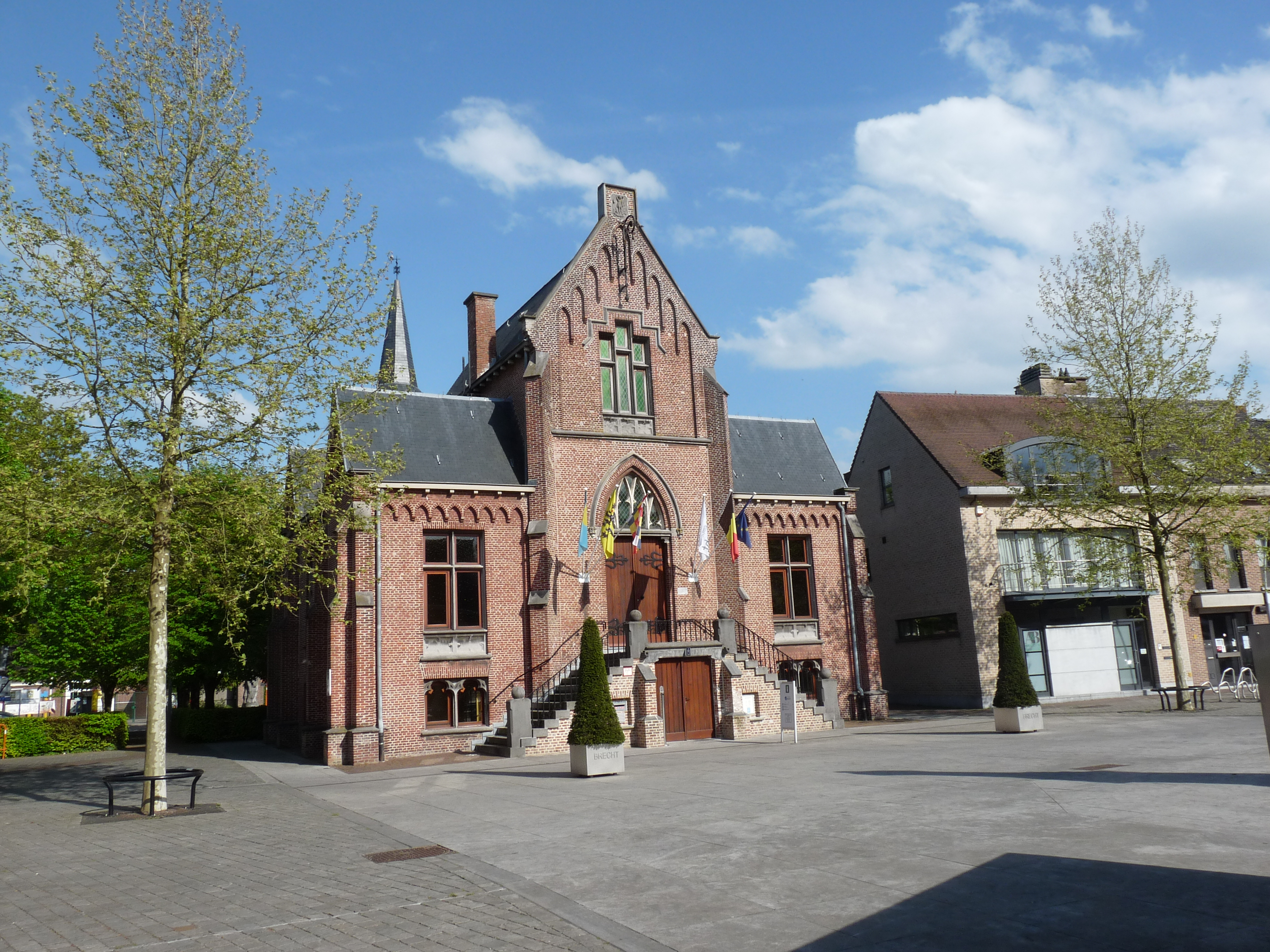
Voormalig gemeentehuis

Het Voormalig gemeentehuis is het voormalige gemeentehuis van de Antwerpse plaats Brecht, gelegen aan Gemeenteplaats 1.

## Geschiedenis
Het gemeentehuis werd in 1860 gebouwd in neogotische stijl naar ontwerp van Eugeen Gife. Het diende -naast zijn functie als gemeentehuis- ook als vredegerecht voor het kanton Brecht. Het gebouw werd hersteld in 1934-1935 en liep schade op tijdens deTweede Wereldoorlog. Deze schade werd hersteld.
In de jaren '70 van de 20e eeuw werd de belastingdienst in het gebouw gevestigd. Later werd de Dienst vrije tijd erin gehuisvest.

## Gebouw
Het betreft een bakstenen gebouw op rechthoekige plattegrond met iets uitspringende middentravee met daarvoor een via trappen toegankelijk bordes. De achtergevel wordt door een veelhoekig traptorentje geflankeerd.
Het gewelf van de raadszaal bevat wapens van de zeven andere gemeenten van het gerechtelijk kanton. Ook ziet men in de raadszaal de wapens van de vroegere heren van Brecht en de portretten van Brechtse humanisten, waaronder Gabriël Mudaeus. Deze schildering, evenals het glas-in-loodraam, zijn van na de Tweede Wereldoorlog. Slechts een neogotische schouw is afkomstig van het originele interieur.